# Gonepteryx burmensis
Gonepteryx burmensis is een vlindersoort uit de familie van de Pieridae (witjes), onderfamilie Coliadinae.
Gonepteryx burmensis werd in 1926 beschreven door Tytler.